# Уччала
Уччала (Уккала) (гінді उच्चल; д/н — 1111) — 7-й самраат (володар) Кашмірської держави з династії Лохара у 1101—1111 роках. Засновник так званної Другої династіїЛохара.

## Життєпис
Походив від молодшого сина Раджкумара Удая, раджи Лохара. Про діяльність відомо обмаль. 1089 року, коли Лохар було приєднано до Кашмірської держави, отримав значні посади у війську магараджи Харши. 1099 року через острах за життя залишив Срінагар, оскільки вважався можливим претендентом на трон. 1100 року став «прапором» повстання проти магараджи Харши, якого було повалено 1101 року.
Розділив державу зі своїм братом Суссалою, що значно послабило управління усім Кашміром. При цьому значної ваги набули роди дамарів, особливо рід Гаргачандра. В союзі з останнім Уккала багато зробив задля віднордження військової потуги та господарства Кашміру.
В грудні 1111 року повалений сановником Раддою, який панував лише 1 ніч, а потім повалений зведеним братом Уккали — Салханою.